# I'll Never Get Out of This World Alive (Hank Williams)
I'Il Never Get Out of This World Alive è un brano musicale del cantautore statunitense Hank Williams, del 1952.
La canzone è cantata da Williams e co-scritta da quest'ultimo, assieme a Fred Rose. Ad essa è dichiaratamente inspirato il titolo dell'omonimo album di Steve Earle.

## Descrizione
Il brano fu pubblicato nell'ultimo singolo uscito durante la vita di Williams, I'll Never Get Out of This World Alive/I Could Never Be Ashamed of You, che ha raggiunto il 1º posto nella classifica di Billboard Country Singles postumo nel gennaio 1953. Il co-sceneggiatore Fred Rose, morto un anno dopo l'uscita della canzone, ha avuto un ruolo fondamentale nello "sviluppo" di Williams come cantautore: come sottolineato da Colin Escott, dipendeva da Rose "separare l'oro dalle scorie e lavorare con Hank per trasformare le migliori idee in dichiarazioni integrate e complete, tese con la logica commerciale".
Pensata per essere una canzone umoristica, come dimostrano il suo titolo ironico e il suo coro, la composizione ha assunto ulteriore intensità dopo la morte di Williams. La leggenda urbana secondo cui la canzone era la numero 1, al momento della sua scomparsa, non è lontana dalla verità, poiché Williams morì nelle prime ore del gennaio 1953. Williams registrò la canzone al Castle Studio di Nashville, il 13 giugno del 1952, con il supporto di Jerry Rivers (violino), Don Helms (chitarra), Chet Atkins (chitarra/solista), Chuck Wright e - probabilmente - Harry Newton (basso).
Atkins ha, in seguito, affermato le seguenti parole:
(Chet Atkis)

## Cover
Della canzone sono state pubblicate diverse cover da diversi celebri artisti, quali: The Delta Rhythm Boys, Jimmy Dale Gilmore, Asleep at the Wheel, Jerry Lee Lewis, Hank Williams Jr., Hank Williams III e The Little Willies.

## Negli altri media
- Nel 1999, la canzone è stata utilizzata come tema per la commedia della BBC: "Radio 4 Married";
- nel 2008, la canzone di Hank Williams è stata utilizzata come tema musicale per la commedia animata della Home Box Office: "The Life & Times of Tim".
- Steve Earle ha pubblicato il suo primo romanzo il 12 maggio 2011, che prende il titolo del suo album - il quale, a sua volta, prende titolo dalla canzone - e racconta la storia di un medico infestato dal fantasma di Hank Williams;
- la canzone è apparsa nel videogioco del 2013: "The Last of Us".